# Leucosolenida
Leucosolenida is een orde van sponsdieren uit de klasse van de Calcarea (kalksponzen).

## Families
- Achramorphidae Borojevic, Boury-Esnault, Manuel & Vacelet, 2002
- Amphoriscidae Dendy, 1893
- Grantiidae Dendy, 1893
- Heteropiidae Dendy, 1893
- Jenkinidae Borojevic, Boury-Esnault & Vacelet, 2000
- Lelapiidae Dendy & Row, 1913
- Leucosoleniidae Minchin, 1900
- Sycanthidae Lendenfeld, 1891
- Sycettidae Dendy, 1893